# Anonimo veneziano
Anonimo veneziano è un film del 1970 diretto da Enrico Maria Salerno, con Florinda Bolkan e Tony Musante. La pellicola segnò l'esordio alla regia di Salerno.

## Trama
Enrico è un primo oboe della Fenice di Venezia che non è riuscito a diventare un grande direttore d'orchestra come sperava. Dopo aver appreso di essere ammalato di un male incurabile, decide di invitare a Venezia sua moglie, da cui è separato da anni e con cui ha avuto un figlio, Giorgio. Lei, Valeria, acconsente nonostante il timore che la richiesta possa rivelarsi un tentativo di riconciliazione o, peggio, un ricatto nei confronti del suo nuovo compagno di vita, un uomo maturo e benestante di Ferrara con cui lei ha costruito una nuova famiglia: in Italia una legge sul divorzio, infatti, non esiste ancora.

Florinda Bolkan nella scena finale del film

Ma all'arrivo della donna, Enrico rinuncia a rivelarle di essere malato. I due trascorrono la giornata girovagando in una Venezia splendida, ma profondamente malinconica e decadente e, alternando furiosi alterchi a teneri momenti, rivivono i bei tempi passati insieme. Lei capisce di amare ancora Enrico e quando questi le confida di essere ammalato e di avere ancora poco da vivere, Valeria gli si concede un'ultima volta, nella consapevolezza che oramai è troppo tardi per tornare indietro e cambiare il corso delle loro vite.
Alla fine del film, quando termina la giornata, i due si congedano consapevoli che non ci saranno altre occasioni per rivedersi. Mentre lei si allontana di corsa ed in lacrime dalla chiesa sconsacrata trasformata in studio di registrazione, Enrico dirige con passione un'orchestra di studenti nel concerto di un "anonimo" autore di origine veneziana che diventa così colonna sonora del finale.

## Produzione
L'idea del film fu di Enrico Maria Salerno, che già nel 1966 chiese allo scrittore Giuseppe Berto di elaborare una sceneggiatura. Berto trovò la storia molto congeniale alle proprie corde, ma preferì scrivere solo i dialoghi, anzi — come spiegò poi — «un solo unico dialogo tra due personaggi», chiedendo di riservarsi i diritti di sfruttamento teatrale.
Giuseppe Berto, per i ruoli dei protagonisti, aveva inizialmente pensato allo stesso Salerno e a un'attrice come Annie Girardot o Ingrid Thulin. Ma quando Salerno riuscì a trovare un produttore e scelse come interpreti Florinda Bolkan e Tony Musante — freschi del clamoroso successo di Metti, una sera a cena — lo scrittore ebbe una piccola "crisi". Poi un incontro con la Bolkan e la produttrice servì a introdurre proficui adattamenti alla figura della protagonista, con soddisfazione dell'autore.
Le riprese cominciarono nel marzo 1970. Alcune scene hanno come scenario l'originale architettura della Casa dei Tre Oci. La scena del pranzo è stata girata nella famosa Locanda Montin, in Dorsoduro 1147. La scena in cui Enrico compra un vestito per Valeria è girata all'interno della Tessitura Luigi Bevilacqua.

## Colonna sonora
La colonna sonora del film venne composta da Stelvio Cipriani e distribuita in LP dalla CAM. Il disco è stato ristampato nel corso degli anni in numerose edizioni su LP,  musicassetta e infine CD, e nuovamente in vinile nel 2014. Dall'album venne inoltre estratto l'omonimo singolo, contenente i due brani Anonimo veneziano e Tempo al tempo, distribuito in varie edizioni dalla CAM in Italia e da altre etichette in vari paesi del mondo.
Il brano diretto dal protagonista in chiusura, che nel film viene chiamato Concerto in Do minore per oboe, archi e basso continuo di Benedetto Marcello, in realtà è il Concerto in Re minore per oboe, archi e basso continuo di Alessandro Marcello, fratello più vecchio ma meno famoso di Benedetto (il quale tuttavia fece una trascrizione di tale concerto, come pure ne fece una – per clavicembalo – Johann Sebastian Bach). In particolare, si tratta del secondo di tre movimenti: l'Adagio. Divenuto celebre anche grazie a questo film, è qui trascritto e diretto da Giorgio Gaslini.

## Distribuzione
Il film è uscito in Italia il 30 settembre 1970, distribuito dalla Interfilm di Roma diretta da Carlo Santolini. Il film è recitato in inglese. Nella versione italiana, i due interpreti - lui statunitense, lei brasiliana - sono doppiati da Sergio Graziani e Maria Pia Di Meo.

## Accoglienza

### Incassi
Il film riscosse un buon favore di pubblico, totalizzando il quarto incasso della stagione, con oltre otto milioni di spettatori: un risultato superiore anche a quello dell'analoga pellicola hollywoodiana Love Story, che la stagione seguente fu sesta in Italia.

### Critica
La critica cinematografica all'uscita nelle sale non premiò il film, ritenendolo commerciale, riconoscendo tuttavia eleganza e stile nell'opera registica e fotografica. A. Bernardini su Bianco e nero n. 11/12 del 1970 così si esprime al riguardo: «L'eleganza fotografica e il mestiere di una regia già smaliziata non bastano a dare consistenza artistica e tematica ad un film che si situa però con dignità nell'ambito della produzione commerciale più qualificata.»
Similmente Segnalazioni cinematografiche vol. 70 del 1971, sostiene che: «Il tema della morte, trattato nel lavoro sul piano prettamente naturalistico, non ottiene un adeguato contrappunto al tema dell'amore. Drammatico come schema narrativo il film evita le secche del melodramma grazie ad alcune intelligenti intuizioni. Alcuni cedimenti di ritmo, degli indugi nelle rievocazioni o anche banalità sono i limiti di questa opera che raggiunge, tuttavia, un livello di assoluta dignità.»
Gian Luigi Rondi definisce il film «una meditazione sulla morte e sulla vita: difficili entrambe, dure, dolorose. Con lo sfondo di una città, Venezia, che, se non è morta, sembra morente e può benissimo venire assunta a simbolo di una simile meditazione».
«Fu il primo film diretto da Enrico Maria Salerno», scrive Pino Farinotti nel suo Dizionario di tutti i film, «e fu uno dei più grandi successi del cinema italiano di quegli anni», attribuendo al film ben quattro stelle su cinque.
Nel Dizionario dei film, Morando Morandini assegna al film due stelle e mezzo su un massimo di cinque, affermando che il grande successo di pubblico è da attribuirsi alle "galeotte" musiche settecentesche, alla colonna sonora originale e alla fotografia.
Molto severo invece Il Mereghetti che assegna una sola stella su un massimo di quattro: definisce il film una «Love Story all'italiana» e pur sottolineando lo «straordinario successo di pubblico» per questa opera prima, critica l'utilizzo di «tutti gli ingredienti del film patetico e strappalacrime, compreso un attacco al divorzio che era diventato legge proprio in quel periodo».
Critica simile è quella di Gianni Rondolino che nel Catalogo Bolaffi del cinema italiano 1966/76 scrive: «Sul tema abusato dell'amore e della morte, sul quale sono stati scritti tantissimi romanzi e realizzati innumerevoli film, Enrico Maria Salerno, novello regista, ha puntato tutte le sue carte. C'erano tutti gli elementi perché la cosa riuscisse: due personaggi giovani, belli, Venezia, infine la rivelazione della morte imminente che fa precipitare la storia nella tragedia. Su queste basi non era difficile comporre un film accattivante e commovente. Che negli anni '70 un'operazione del genere possa ancora riuscire è motivo di studio sociologico».
FilmTv.it così riassume l'impatto che il film ebbe sulla platea dell'epoca: «Il tema musicale all'epoca finì sulla bocca di tutti. Il film è una sorta di "Love Story" all'italiana nel quale sono inseriti tutti i luoghi più comuni del melodramma strappalacrime.».

## Riconoscimenti
- David di Donatello
  - 1971 – Migliore attrice protagonista a Florinda Bolkan
  - 1971 – David speciale a Enrico Maria Salerno
- Nastro d'argento
  - 1971 – Migliore fotografia a colori a Marcello Gatti
  - 1971 – Miglior colonna sonora a Stelvio Cipriani
  - 1971 – Candidatura al regista del miglior film a Enrico Maria Salerno
  - 1971 – Candidatura al migliore soggetto a Enrico Maria Salerno
  - 1971 – Candidatura alla migliore sceneggiatura a Enrico Maria Salerno e Giuseppe Berto
- Grolla d'oro
  - 1971 – Candidatura alla miglior attrice a Florinda Bolkan

## Opere derivate
- Pochi mesi dopo l'uscita del film, Rizzoli pubblicò Anonimo veneziano. Testo drammatico in due atti.[1] La prefazione al testo si conclude con l'avvertenza: «L'autore avverte che, per impegni da lui presi con la società produttrice del film Anonimo veneziano, questo lavoro non potrà essere rappresentato in pubblico prima dell'ottobre 1973».[1]  Ancora oggi il testo viene periodicamente riproposto sulle scene italiane: fra gli ultimi allestimenti, quello con Antonella Attili e Paolo Bessegato (2001) o quello con Mascia Musy e Max Malatesta (2003).
- Nel 1976, Giuseppe Berto diede alle stampe il romanzo Anonimo veneziano per la Rizzoli. Il libro è stato riproposto nel 2005 con una presentazione sino allora inedita dell'autore.